# Лоп (уезд)
Уезд Лоп (уйг. لوپ ناھىيىسى‎) или Уезд Лопу́ (кит. упр. 洛浦县, пиньинь Luòpǔ xiàn) — уезд в округе Хотан Синьцзян-Уйгурского автономного района КНР.

## История
В древности эти места входили в состав государства Юйтянь (于阗).
Уезд Лоп был образован в 1903 году.

## Административное деление
Уезд Лоп делится на 2 посёлка и 7 волостей.